# 林德峰 (卡爾文德爾山脈)

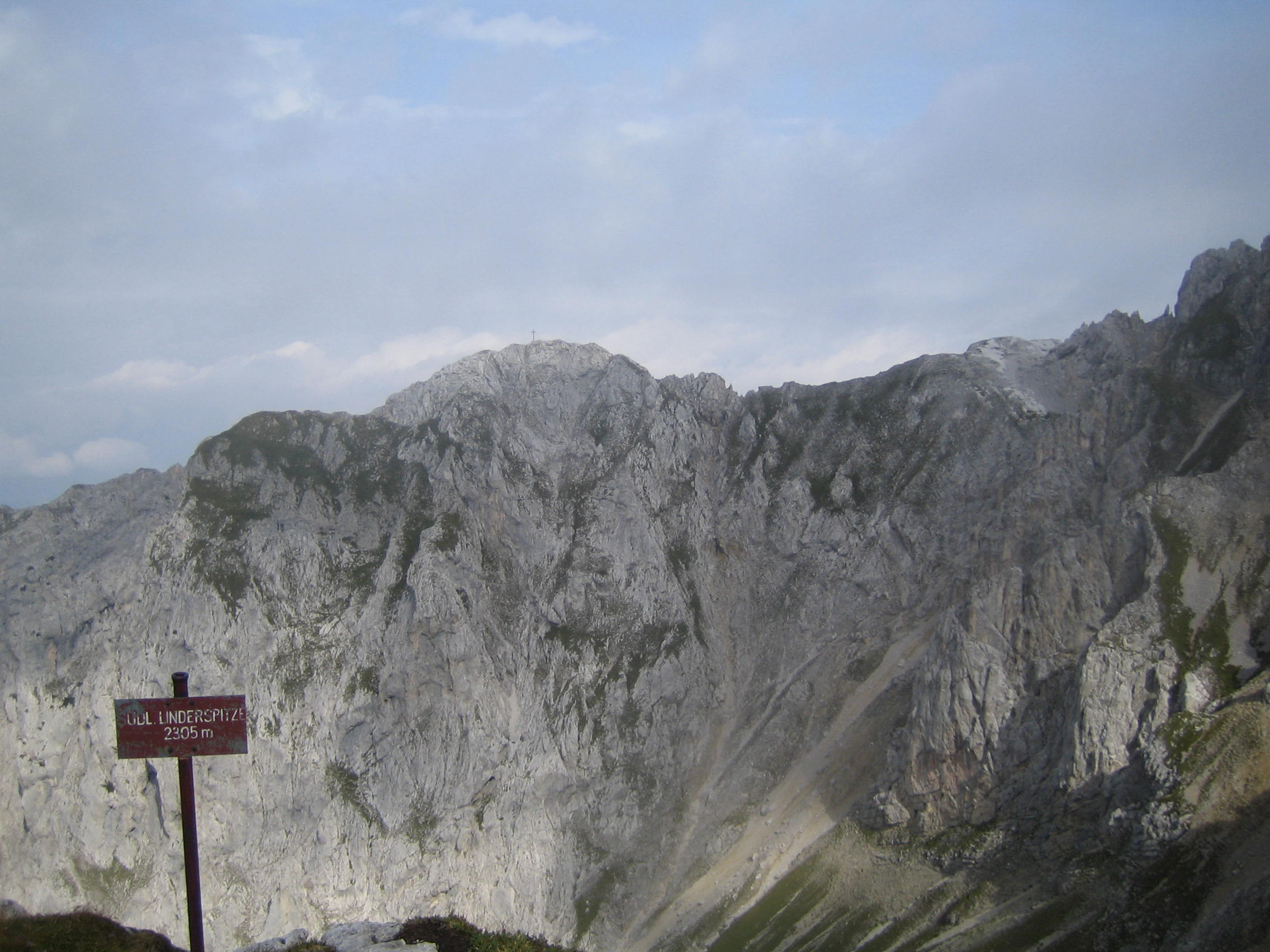

47°25′32″N 11°17′27″E / 47.42546°N 11.2909°E
林德峰（德語：Linderspitzen），是中歐的山峰，位於德國和奧地利接壤的邊境，由巴伐利亞和蒂羅爾州負責管轄，屬於卡爾文德爾山脈的一部分，距離西卡文德爾峰0.5公里，海拔高度2,372米。